# Ferdinand von Wrangel
Barun Ferdinand von Wrangel (ruski : Фердина́нд Петро́вич Вра́нгель, Ferdinand Petrovič Vrangel; (rođen 9. veljače 1797. u Pskovu – umro 1870.) ruski moreplovac, polarni istraživač i admiral. Podrijetlom je bio baltički Nijemac.
Sudjelovao je na putu oko svijeta brodom "Kamčatka" (1817. – 1819.) pod vodstvom Vasilija Golovnjinog. Od 1820. do 1824. istražuje sjeverni primorski pojas istočnog Sibira, a od 1825. do 1827. vodi drugu rusku ekspediciju oko svijeta.
Od 1829. do 1835. bio je guverner ruskog dijela Aljaske, a zatim ministar mornarice. Kada je carska vlada 1867. godine prodala Aljasku SAD-u žestoko je prosvjedovao.
Njegov glavni uradak bila je knjiga Putovanje po sjevernim obalama Sibira i po Ledenom moru 1820. – 1825. (1841.).

## Mjesta imenovana u Wrangelovu čast
- otok Wrangel - polarni otok u blizini Čukotke

- otok Wrangell - pacifički otok u blizini Aljaske
  - grad Wrangel
  - zračna luka Wrangel

- Wrangel - Petersburg - okrug na Aljaski

- Wrangelov tjesnac - tjesnac u arhipelagu Alexander između otoka Mitkof i Kupreanof

- rt Wrangel - na otoku Attu

- Mount Wrangel - vulkan na Aljaski